# Snooker-Saison 1997/98
Die Snooker-Saison 1997/1998 bestand aus 20 Snooker-Profiturnieren, von denen 8 in die Wertung für die Weltrangliste eingingen.
Wie im Vorjahr begann die Saison im Fernen Osten, diesmal sehr früh am 14. August 1997 in China mit dem einmalig ausgetragenen Superstar International. Die Dubai Classics, die in den letzten beiden Jahren nach Thailand gewechselt waren, kehrten in diesem Jahr als China Open wieder und büßten ihren Status als Weltranglistenturnier ein. Ein weiteres Ranglistenturnier, die European Open, wurde nach neun Jahren eingestellt und kehrte erst später wieder zurück. Auch das einzige Mannschaftsturnier, der World Cup, wurde nach seiner Wiederbelebung im Vorjahr wieder eingestellt.
Höhepunkt der Saison war das WM-Finale am 4. Mai 1998, das erstmals John Higgins als Weltmeister sah. Higgins stand in 8 der 16 Saisonfinale und gewann vier Titel, davon drei bei Weltranglistenturnieren. Dementsprechend rückte er in der folgenden Saison 1998/99 auf Weltranglistenplatz eins auf. Das Saisonende fand wie bereits der Saisonanfang im chinesischen Guangzhou mit der ebenfalls einmalig ausgetragenen Champions Super League statt.

## Saisonergebnisse
Die folgende Tabelle zeigt die Saisonergebnisse.
| Datum                             | Turnier                        | Austragungsort  | Art                   | Sieger            | Finalgegner       | Ergebnis     |
| 14. bis 16. August 1997           | Superstar International        | Guangzhou       | Einladungsturnier     | Ronnie O’Sullivan | Jimmy White       | 5:3          |
| 17. bis 20. September 1997        | China International            | Peking          | Einladungsturnier     | Steve Davis       | Jimmy White       | 7:4          |
| 30. September bis 5. Oktober 1997 | Scottish Masters               | Motherwell      | Einladungsturnier     | Nigel Bond        | Alan McManus      | 9:8          |
| 14. bis 26. Oktober 1997          | Grand Prix                     | Bournemouth     | Weltranglistenturnier | Dominic Dale      | John Higgins      | 9:6          |
| 27. Oktober bis 8. November 1997  | Benson and Hedges Championship | Malvern         | Non-Ranking-Turnier   | Andy Hicks        | Paul Davies       | 9:6          |
| 30. Oktober bis 2. November 1997  | Malta Grand Prix               | Marsaskala      | Einladungsturnier     | Ken Doherty       | John Higgins      | 7:5          |
| November 1997                     | Merseyside Professional        | Liverpool       | Non-Ranking-Turnier   | Anthony Bolsover  | Paul Wykes        | 5:4          |
| 12. bis 30. November 1997         | UK Championship                | Preston         | Weltranglistenturnier | Ronnie O’Sullivan | Stephen Hendry    | 10:6         |
| 8. bis 14. Dezember 1997          | German Open                    | Bingen am Rhein | Weltranglistenturnier | John Higgins      | John Parrott      | 9:4          |
| 3. Januar bis 24. Mai 1998        | Premier League Snooker         | vers.           | Einladungsturnier     | Paul Hunter       | John Higgins      | 9:5          |
| 16. bis 25. Januar 1998           | Welsh Open                     | Newport         | Weltranglistenturnier | Paul Hunter       | John Higgins      | 9:5          |
| 1. bis 8. Februar 1998            | Masters                        | Wembley         | Einladungsturnier     | Mark Williams     | Stephen Hendry    | 10:9         |
| 12. bis 22. Februar 1998          | Scottish Open                  | Aberdeen        | Weltranglistenturnier | Ronnie O’Sullivan | John Higgins      | 9:5          |
| 26. Februar bis 1. März 1998      | Charity Challenge              | Derby           | Einladungsturnier     | John Higgins      | Ronnie O’Sullivan | 9:8          |
| 7. bis 15. März 1998              | Thailand Masters               | Bangkok         | Weltranglistenturnier | Stephen Hendry    | John Parrott      | 9:6          |
| 24. bis 29. März 1998             | Irish Masters                  | Dublin          | Einladungsturnier     | Ken Doherty       | Ronnie O’Sullivan | (3:9) 1      |
| 2. bis 12. April 1998             | British Open                   | Plymouth        | Weltranglistenturnier | John Higgins      | Stephen Hendry    | 9:8          |
| 18. April bis 4. Mai 1998         | Snookerweltmeisterschaft       | Sheffield       | Weltranglistenturnier | John Higgins      | Ken Doherty       | 18:12        |
| 16. bis 23. Mai 1998              | Pontins Professional           | Prestatyn       | Non-Ranking-Turnier   | Mark Williams     | Martin Clark      | 9:6          |
| Juni 1998                         | Champions Super League         | Guangzhou       | Einladungsturnier     | Steve Davis       | Gruppenphase      | Gruppenphase |

## Qualifikationsevents
Zur Saison 1997/98 wurde die erstklassige Profitour auf etwas mehr als hundert Spieler begrenzt, alle anderen Spieler durften an der zweitklassigen UK Tour teilnehmen. Qualifiziert für die erstklassige Profitour waren die Top 64 der Weltrangliste, daneben gab es aber auch weitere Möglichkeiten, die Qualifikation zu erlangen, allen voran die WPBSA Qualifying School.

## Weltrangliste
Die Snookerweltrangliste wird nur nach jeder vollen Saison aktualisiert und berücksichtigt die Leistung der vergangenen zwei Saisons. Die folgende Tabelle zeigt die 32 besten Spieler der Weltrangliste der Saison 1997/98; beruht also auf den Ergebnissen der Saisons 95/96 und 96/97. In den Klammern wird jeweils die Vorjahresplatzierung angegeben.
| Platz 1 – 8 | Platz 1 – 8           | Platz 9 – 16 | Platz 9 – 16          | Platz 17 – 24 | Platz 17 – 24       | Platz 25 – 32 | Platz 25 – 32      |
| ----------- | --------------------- | ------------ | --------------------- | ------------- | ------------------- | ------------- | ------------------ |
| 1           | Stephen Hendry (1)    | 9            | Alain Robidoux (14)   | 17            | Gary Wilkinson (19) | 25            | Chris Small (30)   |
| 2           | John Higgins (2)      | 10           | Alan McManus (6)      | 18            | Dave Harold (11)    | 26            | Rod Lawler (20)    |
| 3           | Ken Doherty (7)       | 11           | Tony Drago (15)       | 19            | Andy Hicks (18)     | 27            | Martin Clark (33)  |
| 4           | Mark Williams (16)    | 12           | James Wattana (12)    | 20            | Mark King (39)      | 28            | Brian Morgan (49)  |
| 5           | Peter Ebdon (3)       | 13           | Steve Davis (10)      | 21            | Jimmy White (13)    | 29            | Terry Murphy (41)  |
| 6           | John Parrott (4)      | 14           | Anthony Hamilton (22) | 22            | Joe Swail (17)      | 30            | Neal Foulds (21)   |
| 7           | Ronnie O’Sullivan (8) | 15           | Darren Morgan (9)     | 23            | Fergal O’Brien (36) | 31            | Mick Price (32)    |
| 8           | Nigel Bond (5)        | 16           | Stephen Lee (31)      | 24            | Steve James (24)    | 32            | Billy Snaddon (35) |